# Kreuzdorngewächse
Die Kreuzdorngewächse (Rhamnaceae) bilden eine Pflanzenfamilie in der Ordnung der Rosenartigen (Rosales). Die etwa 52 Gattungen mit etwa 925 bis 1000 Arten sind weltweit besonders in den Subtropen bis Tropen verbreitet.

## Beschreibung und Ökologie

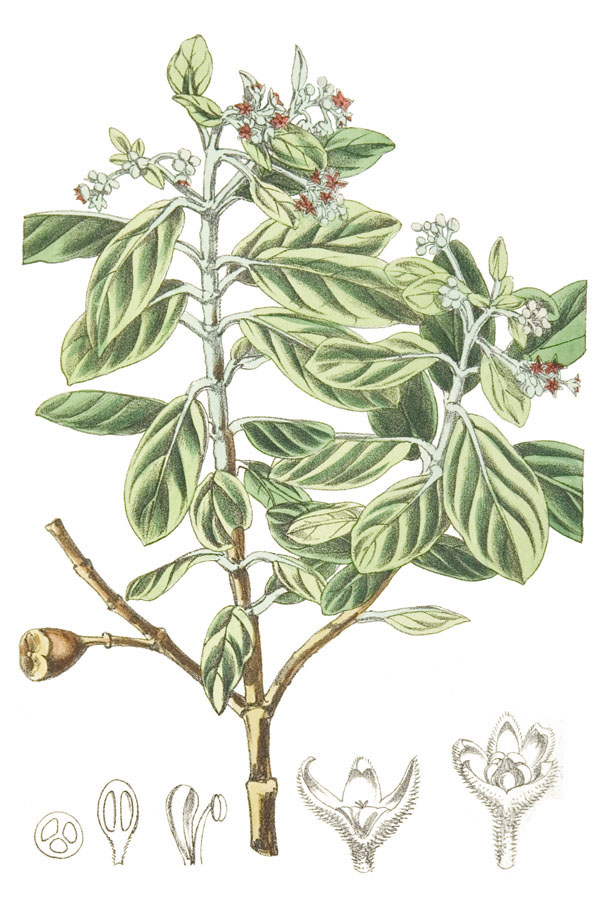
Illustration des St.-Helena-Olivenbaums (Nesiota elliptica), einem Endemiten der Insel St. Helena, der seit 2003 als ausgestorben gilt

### Vegetative Merkmale
Es sind meist immergrüne oder laubabwerfende, verholzende Pflanzen: selbständig aufrechte Sträucher oder Bäume, aber auch einige Lianen; selten sind es ausdauernde krautige Pflanzen (Crumenaria). Sie besitzen oft Dornen. Die Wurzeln bilden manchmal eine Symbiose mit den stickstofffixierenden Frankia.
Die meist wechselständig und spiralig oder seltener gegenständig, an den Sprossachsen verteilt oder an Kurztrieben zusammenstehend, angeordneten Laubblätter besitzen meist Blattstiele. Die einfachen Blattspreiten sind ganzrandig oder gezähnt. Die Stomata sind meist anomocytisch oder seltener paracytisch. Die Blätter können zu Dornen umgewandelt sein (beispielsweise Paliurus spina-christi und Colletia paradoxa). Wenn Nebenblätter vorhanden sind, können sie wohl ausgebildet, zu Schuppen reduziert oder zu Dornen umgewandelt sein.

### Generative Merkmale
Die Blüten können einzeln bis zu mehreren in den Blattachseln oder in unterschiedlich aufgebauten Blütenständen stehen.
Die radiärsymmetrischen Blüten sind meist recht klein und sind meist fünfzählig, selten vierzählig; sie können zwittrig oder selten eingeschlechtig sein. Der Blütenbecher (Hypanthium) steht unter dem Fruchtknoten, umgibt ihn oder ist teilweise mit ihm verwachsen. Die fünf (selten vier), meist genagelten Kelchblätter sind (manchmal röhrig) verwachsen. Die fünf (selten vier) Kronblätter sind frei und können weiß, gelblich, grünlich, rosa oder blau sein. Es ist nur ein Kreis mit gleich vielen fertilen Staubblättern wie Kronblätter vorhanden; die Staubblätter stehen gegenüber den Kronblättern, also fehlt der äußere Staubblattkreis. Die Staubfäden sind dünn. Die Pollenkörner besitzen meist drei Aperturen und sind meist colporat. Sehr typisch für die Familie ist der nektarbildende, dünne bis fleischige, glatte oder gelappte Diskus, der sich zwischen Stempel und Staubblättern befindet; er kann aber auch fehlen. Meist zwei bis drei (selten fünf) Fruchtblätter zu einem ober- oder mittel- bis unterständigen, selten ein-, meist zwei- bis vierkammerigen Fruchtknoten verwachsen. Je Fruchtknotenkammer sind meist eine, selten zwei anatrope Samenanlagen vorhanden. Der Griffel endet in einer einfachen Narbe oder hat gleich vielen Narben wie Fruchtblätter. Die Bestäubung erfolgt durch Insekten (Entomophilie).
Es werden Kapselfrüchte, Beeren, Steinfrüchte, geflügelte Nussfrüchte oder Spaltfrüchte, die in trockene Teilfrüchte zerfallen, gebildet. Die Samenverbreitung erfolgt je nach Art durch den Wind (dann sind die Samen geflügelt), durch Säugetiere oder Vögel. Der gut ausgebildete Embryo ist gerade.

### Inhaltsstoffe
An Flavonoiden sind Kaempferol und Quercetin vorhanden.

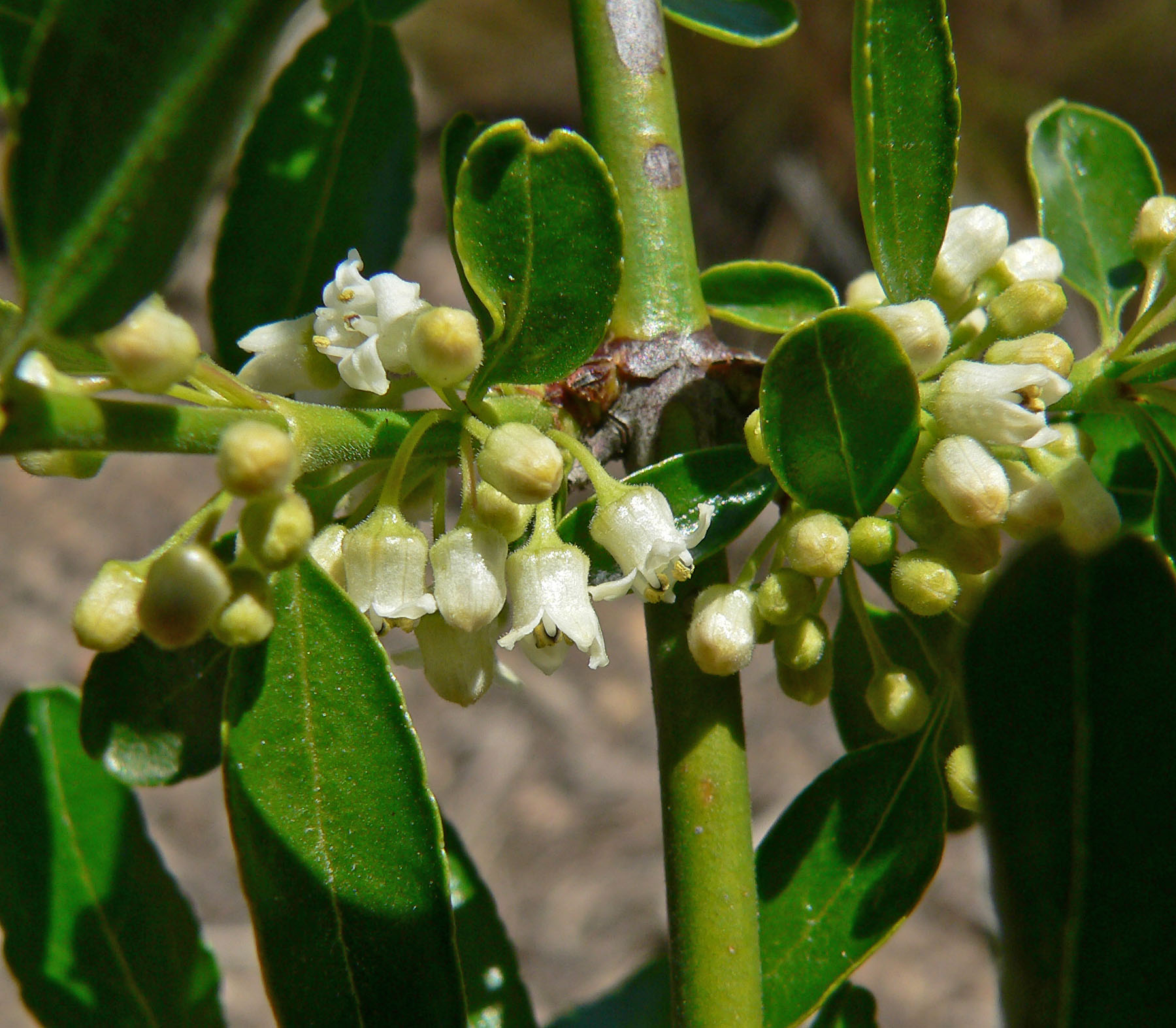
Tribus Colletieae: Blüten und Laubblätter von Discaria chacaye

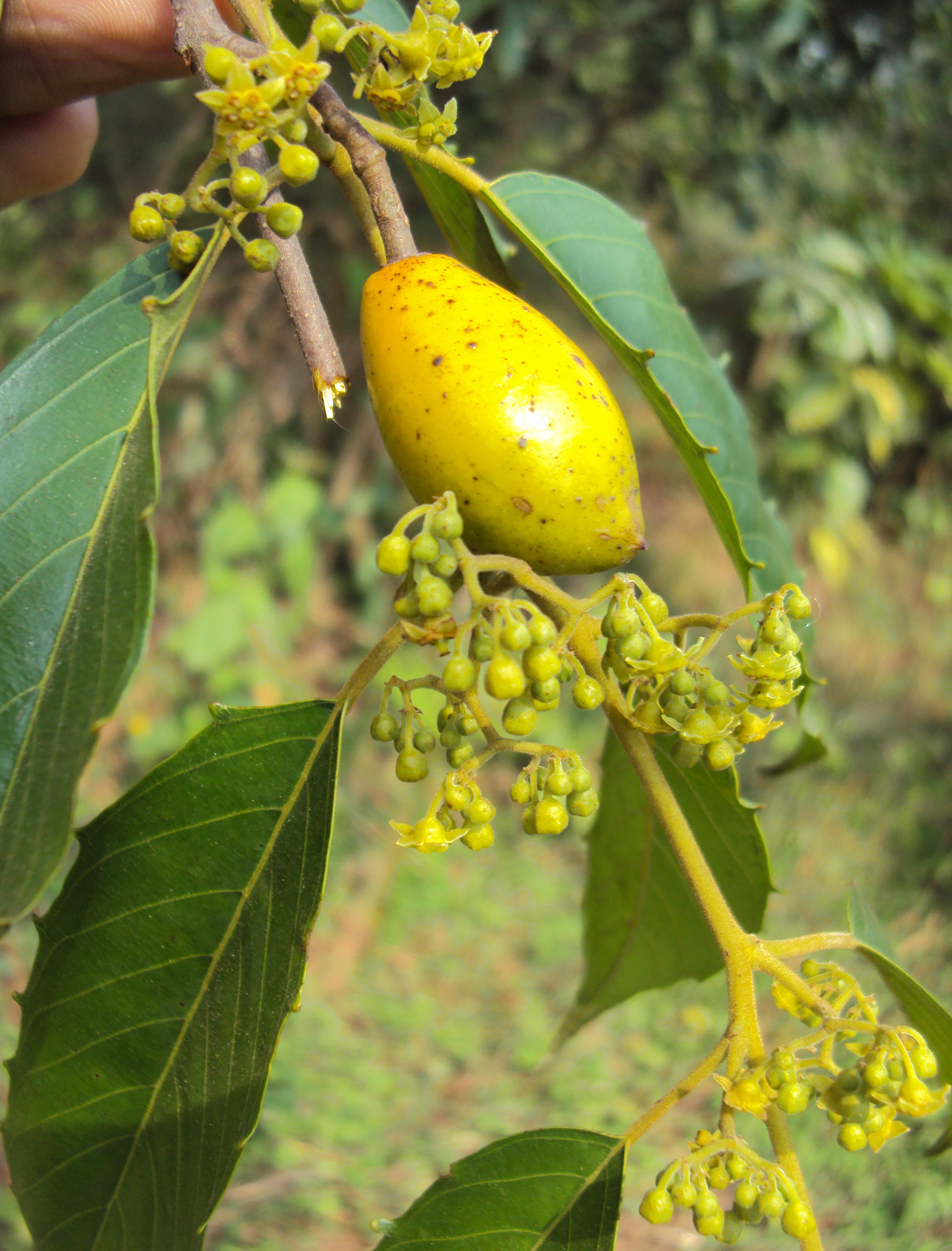
Tribus Maesopsideae: Zweig mit gezähnten Laubblättern, Blütenständen und Frucht von Maesopsis eminii

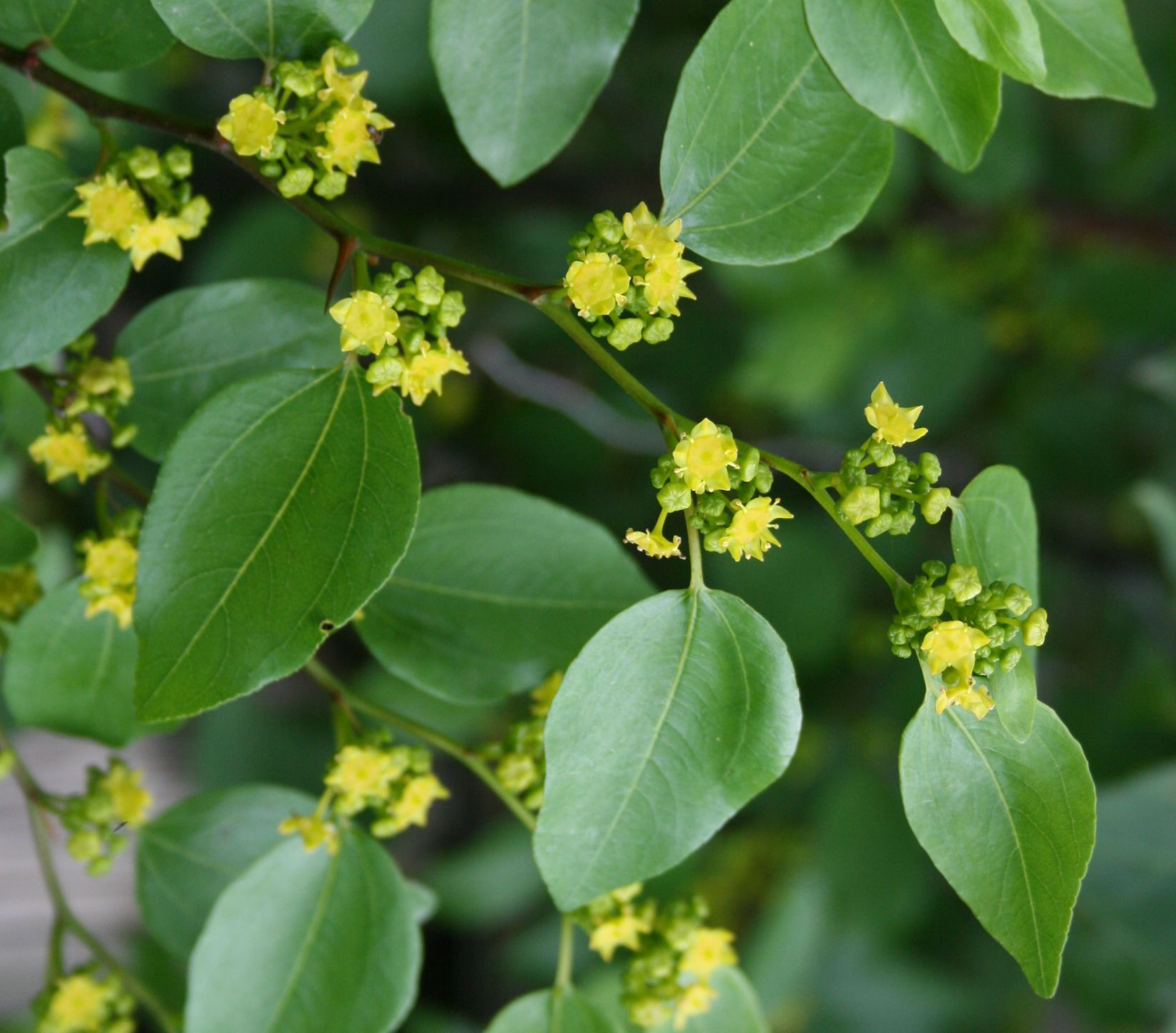
Tribus Paliureae: Ganzrandige Laubblätter und Blütenstände von Christusdorn (Paliurus spina-christi)

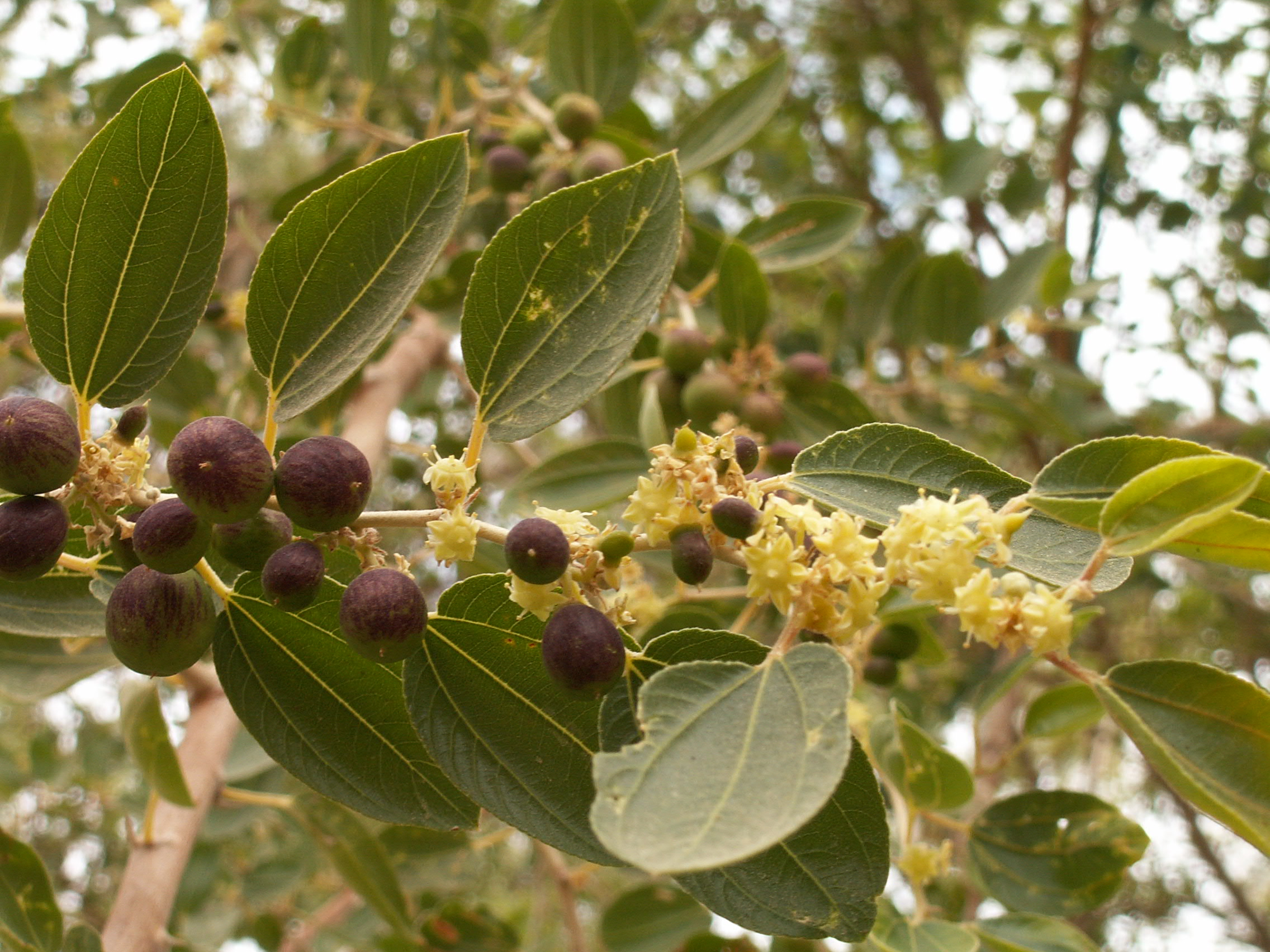
Tribus Paliureae: Ziziphus spina-christi

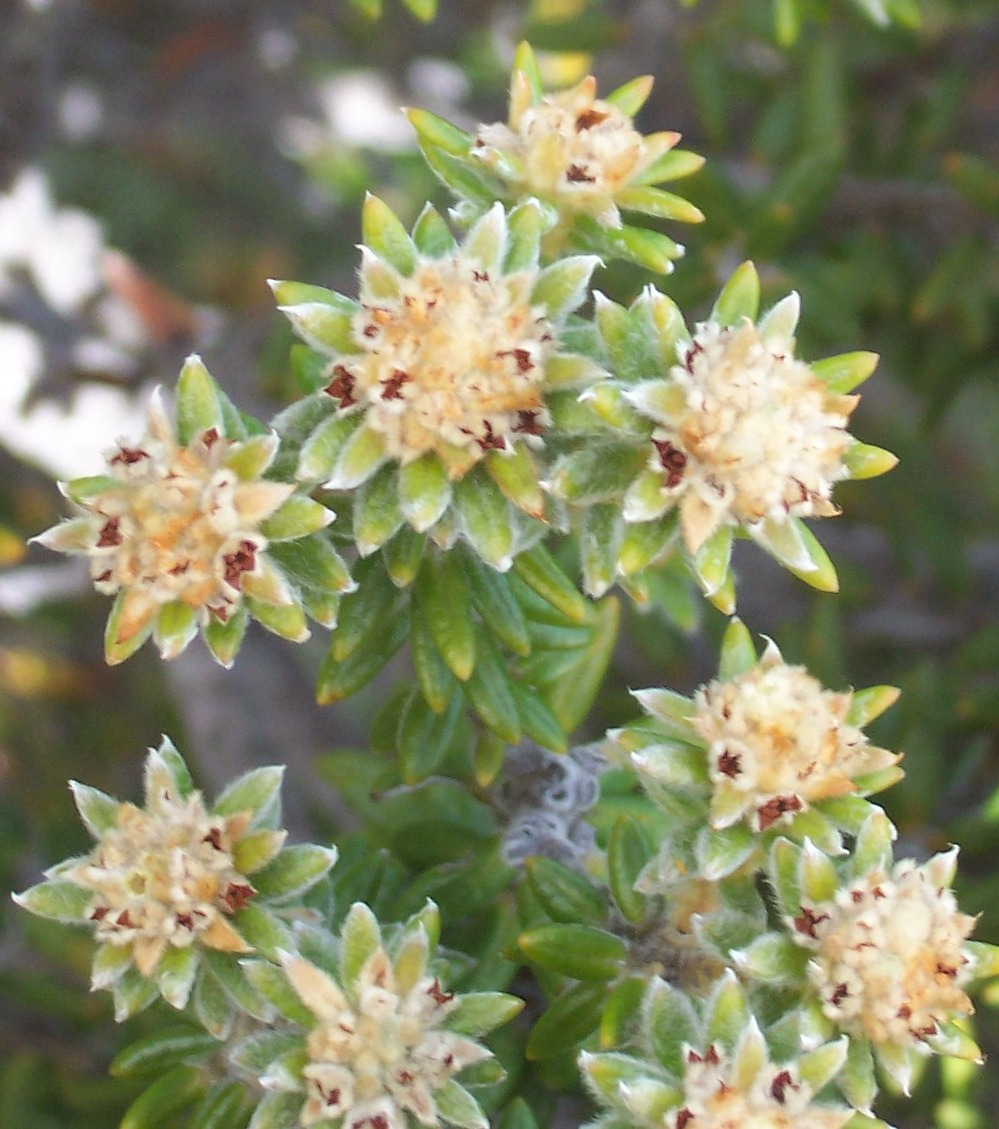
Tribus Phyliceae: Phylica nitida

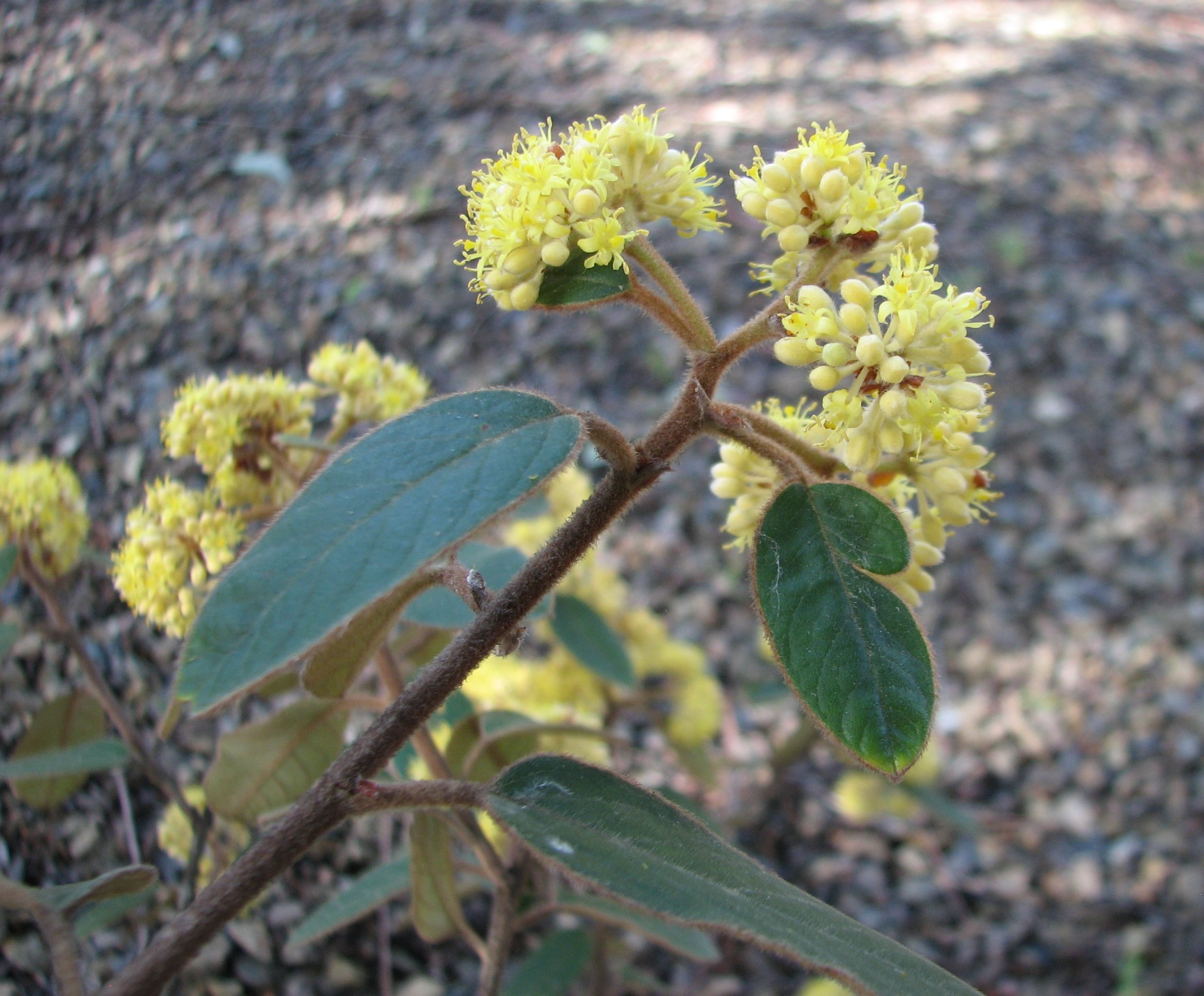
Tribus Pomaderreae: Zweig mit einfachen Laubblättern und Blütenstand von Pomaderris vellea

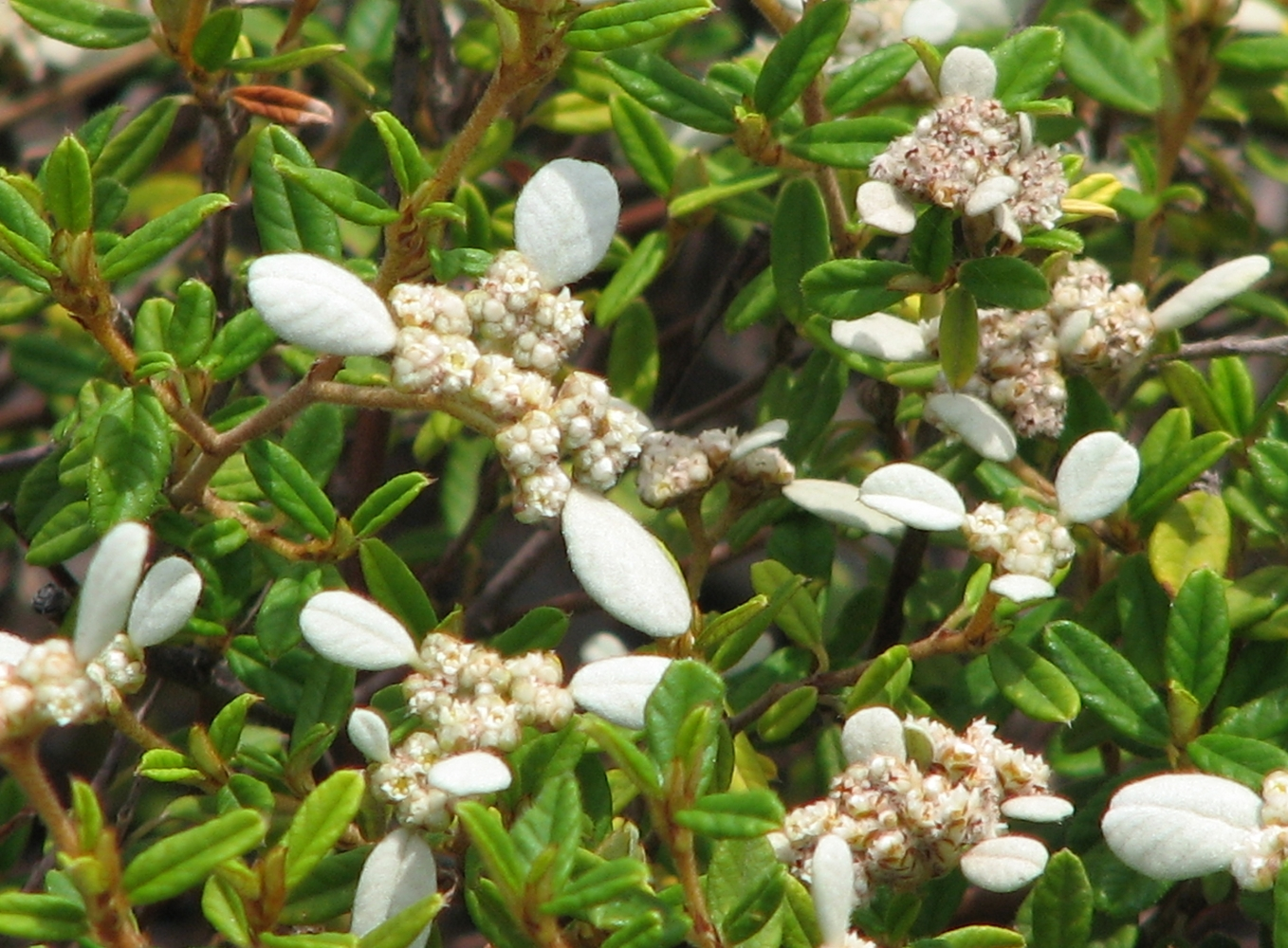
Tribus Pomaderreae: Spyridium vexilliferum

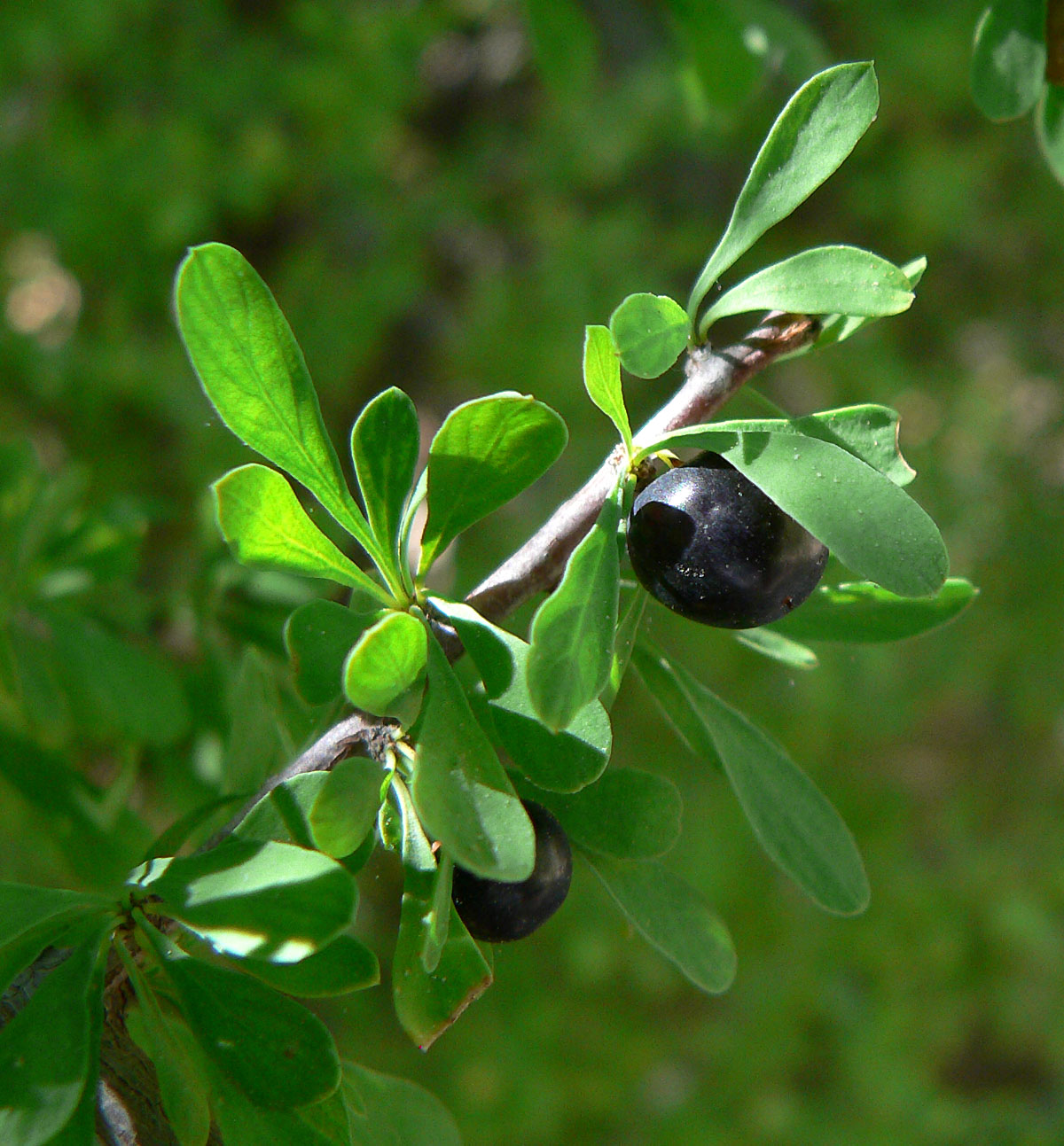
Tribus Rhamneae: Zweig mit Laubblättern und Frucht von Condalia globosa

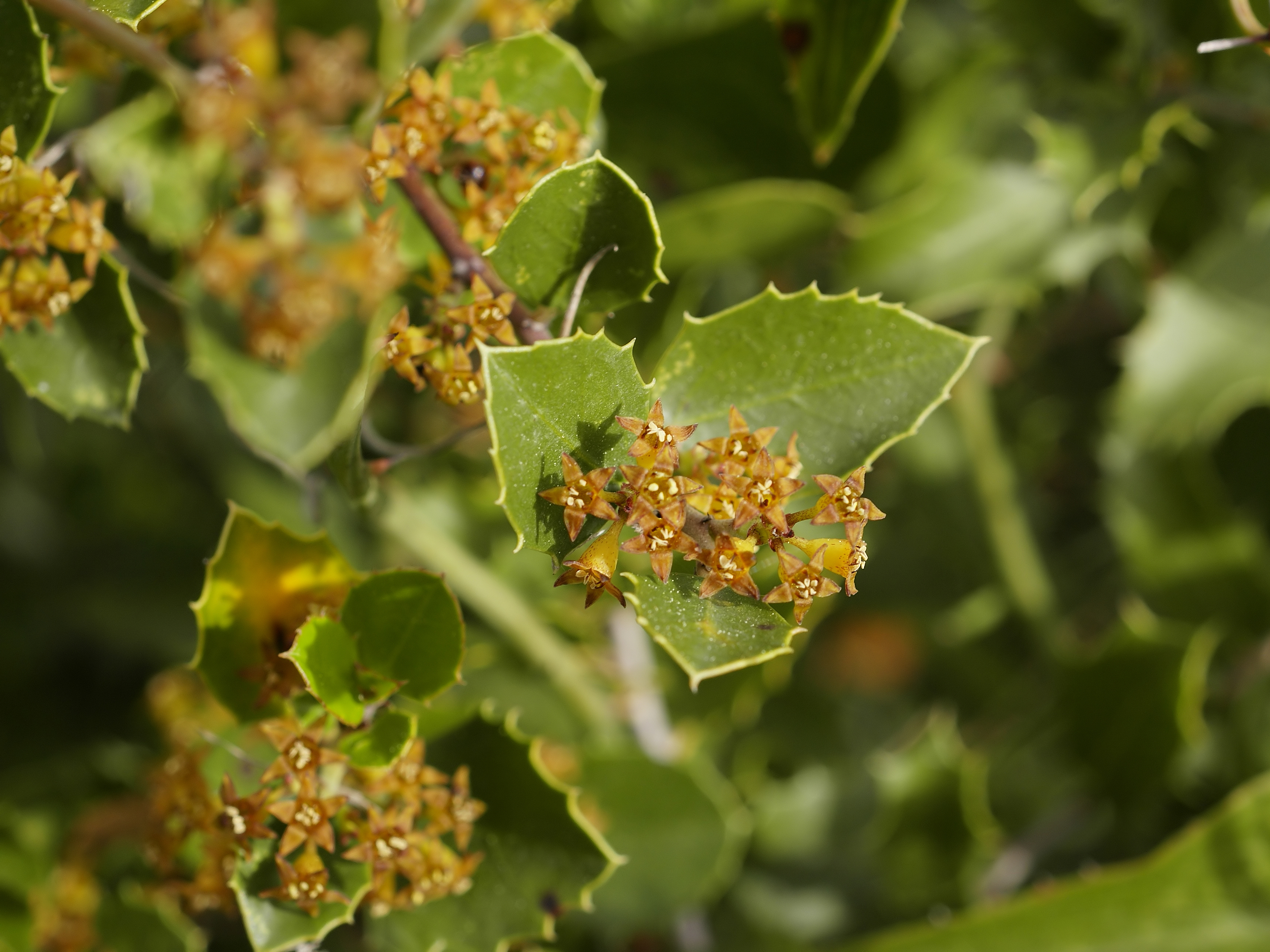
Tribus Rhamneae: Gezähnte Laubblätter und Blütenstände des Stechpalmen-Kreuzdorn (Rhamnus alaternus)

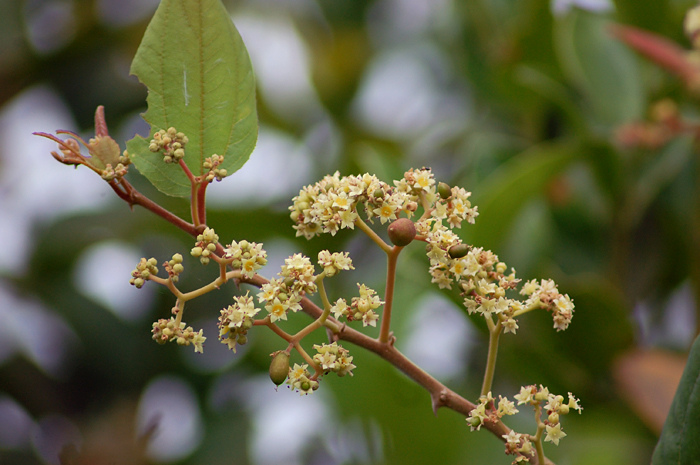
Tribus Ventilagineae: Zweig mit Blütenständen von Ventilago maderaspatana

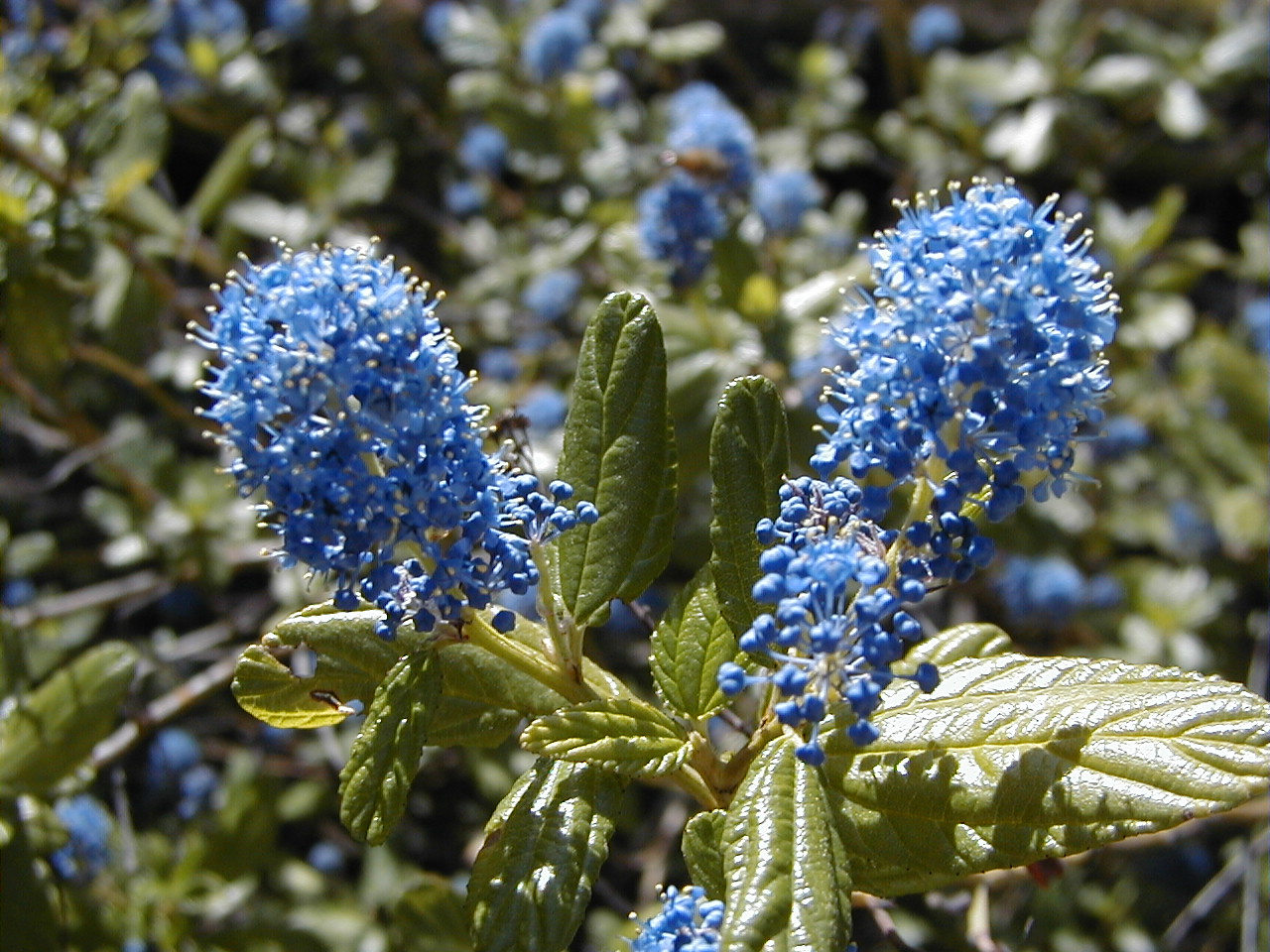
Blütenstände von Ceanothus thyrsiflorus

## Systematik und Verbreitung
Die Familie Rhamnaceae wurde 1789 unter dem Namen „Rhamni“ durch Antoine Laurent de Jussieu in Genera Plantarum, S. 376–377 aufgestellt. Synonyme für Rhamnaceae Juss. sind Frangulaceae DC., Phylicaceae J.Agardh, Ziziphaceae Adans. ex Post & Kuntze und Cryptandraceae Barkley.
Die Kreuzdorngewächse sind weltweit verbreitet und finden sich in einer Vielfalt von Habitaten. Verbreitungsschwerpunkt sind jedoch tropische und subtropische Regionen, hauptsächlich Wälder.
Die Familie Rhamnaceae enthält 925 bis 1000 Arten in 52 Gattungen, die in elf Tribus gestellt werden, sieben Gattungen gelten als incertae sedis, ihre genaue systematische Position in der Familie ist unklar. Einige Gattungen gelten als revisionsbedürftig, ebenso die Tribus Pomaderreae. Die nächsten Verwandten der Familie Rhamnaceae sind Barbeya oleoides (= Barbeyaceae) und die Dirachma (= Dirachmaceae).
Die elf Tribus mit ihren Gattungen sind:
- Tribus Ampelozizipheae: Sie enthält nur eine monotypische Gattung:
  - Ampelozizyphus Ducke: Sie enthält nur eine Art:
    - Ampelozizyphus amazonicus Ducke: Sie ist im brasilianischen Amazonasgebiet beheimatet.

- Tribus Bathiorhamneae: Sie enthält nur eine Gattung:
  - Bathiorhamnus Capuron: Die etwa sieben Arten kommen nur in Madagaskar vor.

- Tribus Colletieae: Sie enthält etwa sechs Gattungen:
  - Adolphia Meisn.: Die ein oder zwei Arten kommen in Kalifornien, Texas und Mexiko vor.[2]
  - Colletia Comm. ex Juss.: Sie enthält mindestens fünf Arten.
  - Discaria Hook.: Sie besitzt ein disjunktes Areal. Von den etwa acht Arten kommen zwei in Australien vor, die anderen in Südamerika und Neuseeland.[3]
  - Kentrothamnus Suess. & Overkott: Sie enthält nur eine Art:
    - Kentrothamnus weddellianus (Miers) M.C.Johnst.: Sie kommt in Bolivien vor.

  - Retanilla (DC.) Brongn.: Die etwa vier Arten kommen im südlichen Südamerika vor.
  - Trevoa Miers ex Hook. (bei manchen Autoren mit Talguenea Miers ex Endl.): Sie enthält nur eine Art:
    - Trevoa quinquenervia Gillies & Hook.: Sie kommt nur im zentralen Chile vor.

- Tribus Doerpfeldieae:
  - Doerpfeldia Urb.: Sie enthält nur eine Art:
    - Doerpfeldia cubensis (Britton) Urb.: Sie gedeiht an der Küste oder küstennah in immergrünen Trockenwäldern im östlichen und südlichen zentralen Kuba. Sie wird in der Roten Liste der gefährdeten Arten der IUCN 1998 als durch Degradation der Habitate „endangered“  = „stark gefährdet“ bewertet.[6]

- Tribus Gouanieae: Sie enthält etwa sechs Gattungen:
  - Alvimiantha Grey-Wilson: Sie enthält nur eine Art:
    - Alvimiantha tricamerata Grey-Wilson: Sie kommt in Brasilien vor.

  - Crumenaria Mart.: Von den etwa sechs Arten kommen fünf im nordöstlichen Argentinien sowie tropischen Brasilien und eine in Guatemala vor.
  - Gouania Jacq.: Die etwa 20 bis 50 Arten gedeihen in den Tropen und Subtropen.
  - Helinus E.Mey. ex Endl.: Von den etwa fünf Arten kommen drei im östlichen sowie südlichen Afrika und je eine in Indien sowie Madagaskar vor.
  - Johnstonalia Tortosa (Syn.: Johnstonia Tortosa nom. illegit.): Sie enthält nur eine Art:
    - Johnstonalia axilliflora (M.C.Johnst.) Tortosa: Sie kommt in Peru vor.

  - Reissekia Endl.: Mit nur einer Art:
    - Reissekia smilacina (Sm.) Steud.: Sie kommt in Brasilien vor.

- Tribus Maesopsideae: Sie enthält nur eine monotypische Gattung:
  - Maesopsis Engl.: Sie enthält nur eine Art:
    - Maesopsis eminii Engl.: Sie ist im tropischen Afrika verbreitet.

- Tribus Paliureae: Sie enthält drei Gattungen mit etwa 100 Arten:
  - Hovenia Thunb.: Die nur noch drei Arten kommen in Indien, Bhutan, Nepal, Myanmar, China (drei Arten), Korea und Japan vor.[7]
  - Paliurus Mill.: Von den etwa fünf Arten kommen eine im Mittelmeerraum und die anderen im östlichen Asien vor.
  - Ziziphus Mill.: Sie in pantropisch verbreitet; die etwa 100 Arten kommen hauptsächlich in der Neotropis und in Südostasien vor.

- Tribus Phyliceae:
  - Nesiota Hook.f.: Sie enthält nur eine Art:
    - St.-Helena-Olivenbaum (Nesiota elliptica (Roxb.) Hook.f.): Diese Art ist ein Endemit der Insel St. Helena im Südatlantik; sie gilt seit 2003 als ausgestorben.

  - Noltea (Brongn.) Rchb.: Sie enthält nur eine Art:
    - Noltea africana (L.) Endl.: Sie kommt ursprünglich nur in Südafrika vor und ist in Australien ein Neophyt.

  - Trichocephalus Brongn.: Sie enthält nur eine Art:
    - Trichocephalus stipularis Brongn.: Sie ist im südlichen Afrika verbreitet.

  - Phylica L.: Die etwa 13 Arten kommen meist im südlichen Afrika vor.

- Tribus Pomaderreae: Die etwa sechs Gattungen kommen hauptsächlich in Australien und etwa neun Arten in Neuseeland vor:
  - Blackallia C.A.Gardner: Sie enthält nur eine Art:
    - Blackallia nudiflora (F.Muell.) Rye & Kellermann: Sie kommt in Australien vor.[8]

  - Cryptandra Sm. (inklusive Stenanthemum Reissek): Die etwa 40[3] bis 57 Arten sind in Australien weitverbreitet.
  - Pomaderris Labill.: Von den etwa 70 Arten kommen 65 in Australien, davon 61 nur dort vor und nur neun in Neuseeland, davon fünf nur dort vor. Sie gedeihen hauptsächlich in gemäßigten, etwas feuchteren Gebieten.[3]
  - Siegfriedia C.A.Gardner:  Sie enthält nur eine Art:
    - Siegfriedia darwinioides C.A.Gardner: Sie kommt im westlichen Australien vor.

  - Spyridium Fenzl: Die etwa 30 Arten kommen in Australien vor.[3]
  - Trymalium Fenzl: Die etwa elf Arten kommen in Australien vor.[8]

- Tribus Rhamneae: Sie enthält etwa zwölf Gattungen:
  - Auerodendron Urb.: Die etwa sieben Arten kommen auf den Großen Antillen vor.
  - Berchemia Neck. ex DC.: Die etwa 32 Arten kommen hauptsächlich in gemäßigten und tropischen Gebieten vom östlichen Asien bis Südostasien vor. In China gibt es 19 Arten, zwölf davon nur dort.[7]
  - Berchemiella Nakai: Von den nur drei Arten kommen zwei nur in China und eine nur in Japan vor.[7]
  - Condalia Cav.: Die etwa 20 Arten gedeihen in ariden Gebieten der Neuen Welt.
  - Dallachya F.Muell. mit nur einer Art:
    - Dallachya vitiensis (Benth.) F.Muell.

  - Karwinskia Zucc.: Die etwa 15 Arten sind in der Neotropis weitverbreitet.
  - Krugiodendron Urb.: Sie enthält nur eine Art:
    - Krugiodendron ferreum (Vahl) Urb.: Sie kommt auf Westindischen Inseln vor.

  - Reynosia Griseb.: Die höchstens 16 Arten kommen in Florida und auf Westindischen Inseln vor.
  - Rhamnella Miq.: Die etwa acht Arten sind im zentralen China, Korea sowie Japan verbreitet. Alle acht Arten kommen in China vor, fünf davon nur dort.[7]
  - Rhamnidium Reissek: Die vier bis zwölf Arten kommen in der Neotropis vor.
  - Kreuzdorn (Rhamnus L., inklusive Frangula Mill.): Die 100 bis 150 Arten sind auf der Nordhalbkugel weit verbreitet.
  - Sageretia Brongn.: Von den 35 Arten sind die meisten in Südostasien, jeweils wenige in Afrika und Nordamerika verbreitet. In China kommen 19 Arten vor, 15 davon nur dort.[7]
  - Scutia (Comm. ex DC.) Brongn.: Von den etwa fünf Arten kommt in eine in der Paläotropis und die anderen im tropischen Südamerika vor.

- Tribus Ventilagineae:
  - Smythea Seem. ex A.Gray: Die bis zu sieben Arten kommen von Südostasien bis Polynesien vor.
  - Ventilago Gaertn.: Die 36 bis 40 paläotropischen Arten sind hauptsächlich in Indien, und von Südostasien bis zu Pazifischen Inseln verbreitet; eine Art kommt in Afrika sowie Madagaskar und drei Arten in Australien vor.[3]

- Gattungen incertae sedis:
  - Alphitonia Reissek ex Endl.: Die 15 bis 20 Arten kommen in Südostasien, Malesien, Australien (sechs Arten), Neukaledonien und auf westlichen Pazifischen Inseln vor.[3]
  - Säckelblumen (Ceanothus L.): Die 50 bis 60 Arten sind in Nord- und Zentralamerika verbreitet.
  - Colubrina Rich. ex Brongn.: Die 23 bis 31 Arten kommen in den Tropen fast weltweit vor.
  - Emmenosperma F.Muell.: Die etwa fünf Arten kommen in Australien (zwei Arten[3]), Neuseeland, Neukaledonien und auf den Fidschi-Inseln vor.
  - Lasiodiscus Hook.f.: Sie enthält wohl nur einer Art:
    - Lasiodiscus fasciculiflorus Engl.: Sie kommt im tropischen Afrika vor.

  - Schistocarpaea F.Muell.: Sie enthält nur eine Art:
    - Schistocarpaea johnsonii F.Muell.: Sie kommt in Australien vor.

  - Talguenea Miers ex Endl.: Die höchstens zwei Arten kommen in Chile vor.

## Paläobotanik
Aus der Oberkreide existiert ein Blattabdruck, seine Zuschreibung zu den Kreuzdorngewächsen jedoch ist nicht ganz eindeutig, ebenfalls als Kreuzdorngewächs beschrieben wurde eine Blüte aus der mittleren Kreide (Nebraska). Gesicherte Fossilnachweise jedoch finden sich erst im Tertiär, Blätter im Eozän (Berhamniphyllum) und die frühesten Pollen aus dem Oligozän.

## Nutzung
Einige Arten wie Kreuzdorn und Faulbaum werden zur Gewinnung von Medikamenten verwendet. Abführmittel (cascara sagrada) gewinnt man aus Rinde, Blätter und Früchten von besonders Rhamnus cathartica, Rhamnus frangula, Rhamnus purshiana und Ceanothus reclinatus. Ziziphus-Arten wie Indische Jujube (Ziziphus mauritiana) und Chinesische Jujube (Ziziphus jujuba) werden aufgrund ihrer essbaren Früchten angebaut. Von Hovenia dulcis werden die Blütenstandsschäfte gegessen.
Die getrockneten Beeren von Kreuzdorn-Arten wurden unter der Bezeichnung Schüttgelb zum Färben und als Farblack verwendet. Das Holz von Alphitonia-, Colubrina-, Hovenia- und Ziziphus-Arten wird vielseitig genutzt.
Einige Hovenia-, Paliurus-, and Rhamnus-Arten werden als Zierpflanzen verwendet.